# سورين هالفار
سورين هالفار (بالألمانية: Sören Halfar)‏ هو لاعب كرة قدم ألماني، ولد في 2 يناير 1987 في هانوفر في ألمانيا. شارك مع منتخب ألمانيا تحت 20 سنة لكرة القدم ومنتخب ألمانيا تحت 21 سنة لكرة القدم. أما مع النوادي، فقد لعب مع بادربورن 07 ونادي ساندهاوزن وهانوفر 96.

## وصلات خارجية
- سورين هالفار على موقع قاعدة بيانات كرة القدم.إي يو (الإنجليزية)
- سورين هالفار على موقع بيانات كرة القدم. دي إي (الألمانية)
- سورين هالفار على موقع عالم كرة القدم.نت (الإنجليزية)